# Lasermikrodissektion

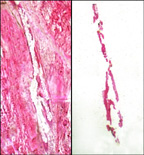
Laser Capture Mikrodissektion von reinen Milchgang-Epithelzellen. Das linke Feld zeigt einen Gewebeschnitt mit ausgeschnittenen Zellen. Das rechte Feld zeigt die isolierten Epithelzellen auf dem Transferfilm.

Die Lasermikrodissektion ist ein mikroskopisches Verfahren zum Zerteilen (Dissektion) von Gewebeschnitten und Zellen mit einem fokussierten Laserstrahl. Diese Methode ermöglicht es Wissenschaftlern unter dem Lichtmikroskop bestimmte Bereiche aus Proben zu entnehmen. Das können Gewebeverbände, einzelne Zellen, Zellklone oder morphologisch unterschiedliche Zellen sein. Durch den kurzen Kontakt des Gewebes mit dem Laserstrahl von nur 1 ns wird dieses nicht verändert und bleibt somit intakt für die weitere Analyse.
Die Proben sind überwiegend FFPE-Materialien (in Formalin-fixiert und in Paraffin eingebettet) oder kryofixiertes Gewebe. Einige Hersteller ermöglichen eine Selektion lebender Zellen und deren anschließende Rekultivierung.
Mithilfe eines Infrarot- oder Ultraviolett-Lasers kann eine Einzelzelle oder eine gewünschte Region ausgeschnitten werden. Die reine Probe fällt dann entweder unter dem Einfluss der Schwerkraft in ein Reaktionsgefäß (Leica-System), wird gegen die Schwerkraft in ein solches katapultiert (PALM-System) oder wird indirekt, zusammen mit der Proben abdeckenden Membran, von dem adhesiven Deckel des Reaktionsgefässes abgehoben (Arcturus- und MMI-System).

## Allgemeines
Die Technik wurde Mitte der 1970er Jahre von Wissenschaftlern der Universität Bonn, der Sandoz AG und der BTG Biotechnik GmbH in München entwickelt. In bestimmten Fällen können durch Laser-Mikrodissektion homogene Zellen gewonnen werden, so dass die Sensitivität der nachfolgenden Downstream-Analysen voll ausgeschöpft werden kann. Mit dem Ziel der Isolierung und molekularen Analyse von morphologisch und phänotypisch unterschiedlichen Zelltypen wurde das System später zunächst von Arcturus kommerziell weiterentwickelt und vertrieben.
Die selektive Auswahl von Zelltypen kann dabei aufgrund von spezifischen morphologischen Kriterien durch histologische Färbung von Gewebeschnitten erfolgen. Ebenso kann die Auswahl des Gewebes über eine immunhistochemische Reaktion aufgrund von Antigen-Expression oder über genotypische Identifikation durch In-situ-Hybridisierung erfolgen.
Andere Techniken zur Isolation von Zellpopulationen wie z. B. FACS (fluorescent-activated cell sorting) oder magnetic-bead based cell separation beruhen auf indirekten Techniken ohne lichtmikroskopische Visualisierung. Ein großer Vorteil von LCM ist die Auswahl von Zellen unter direkter lichtmikroskopischer Kontrolle.
Die vollständig berührungslose Isolation der ausgeschnittenen Zellen gelingt mit Hilfe des sogenannten Laserkatapult-Verfahrens. Dabei wird der Laserstrahl leicht unterhalb der ausgeschnittenen Zelle fokussiert. Die Zelle wird mit einem einzigen Laserpuls aus der Objektebene herauskatapultiert und kann bis zu mehreren Millimetern gegen die Schwerkraft in ein darüber liegendes Auffanggefäß fliegen. Das Laserkatapult-Verfahren wurde von der Firma PALM MicrolaserTechnologies im Jahr 1996 entwickelt und patentiert. Die ersten Publikationen zur berührungsfreien Zellgewinnung mit anschließender molekularbiologischer Untersuchung (PCR-Verfahren) von ausgewählten Zellen wurden im Jahr 1998 veröffentlicht.[3][4]

## Anwendungsgebiete
Ursprünglich wurde das Lasermikrodissektions-Verfahren hauptsächlich in der molekularen Pathologie zur Isolierung und Analyse von Krebszellen verwendet, findet aber immer mehr Verwendung in anderen Bereichen der Bioanalytik. Die Suche nach genetischen Veränderungen sowie der Einsatz bei molekularbiologischen und biochemischen Untersuchungen bilden Schwerpunkte. Lasermikrodissektions-Systeme werden heutzutage auch zur Manipulation von Lebendzellen oder zum Markieren von Objektträgern für CLEM bzw. von Filtern für NanoSIMS verwendet.
Da für molekularbiologische Analysemethoden wie beispielsweise quantitativer PCR ein Höchstmaß an Präzision und absoluter Kontaminationsfreiheit entscheidend ist, eignet sich die Isolation und Separation mittels Lasermikrodissektion vor allem für folgende Strukturen:
- Gewebeareale
- Einzelzellen aus Gewebeverbänden
- Zellbestandteile
- Chromosomen
- lebende Zellen aus Zellkulturen
- natives Material
- Ausstrichpräparate, Blutausstriche
- zytologische Präparate

## Ablauf
Ein Gewebeschnitt (typischerweise 4-25 µm dick) wird unter dem Mikroskop betrachtet, einzelne Zellen oder Gruppen von Zellen werden entweder manuell bzw. halbautomatisch oder häufig auf vollautomatisierte Weise mit Hilfe einer speziellen Software identifiziert. In der Regel wird ein ultraviolett (UV)-gepulster Laser für das direkte Dissektieren selektierter Areale verwendet. Um das Schmelzen eines klebrigen Polymers zur zellulären Adhäsion und Isolation zu erzielen, wird das Schneiden mittels UV-Laser manchmal in Verbindung mit einem Infrarot (IR)-Laser genutzt. Auch spezielle, beschichtete Folien in Verbindung mit einem IR-Laser können zum Einsatz kommen.
Für die verschiedenen Technologien sind unterschiedliche Bildgebungsverfahren wie z. B. Fluoreszenzmikroskopie, Hellfeld-Mikroskopie, Differential-Interferenz-Kontrast-Mikroskopie, Phasenkontrast-Mikroskopie etc. möglich, welche jeweils eine unterschiedliche Probenvorbereitung erfordern. Die meisten Systeme sind in erster Linie zur Mikrodissektion gedacht, einige lassen sich zudem als reguläre Forschungs-Mikroskope nutzen.
Für Lasermikrodissektionsgeräte existieren spezielle Objektträger und Auffanggefäße in zahlreichen Varianten. Vor allem mit Membran versehene Glasobjektträger oder auch Stahlrahmen (sogenannte Frame-Slides) in Verbindung mit speziellen Caps bzw. Cap-Strips finden bevorzugt Anwendung.
Einen Sonderfall bilden spezielle DIRECTOR® Slides (OncoPlexDX, ehemals Expression Pathology Inc., Rockville, MD) mit kristalliner Beschichtung, die besonders in der Proteomik von Vorteil sind. Derartige Slides besitzen keine Autofluoreszenz, so dass diese ebenfalls für Anwendungen mit Fluoreszenzfarbstoffen, DIC oder polarisiertem Licht verwendet werden können.

## Systeme
Stand 2025 existieren zwei große Anbieter lasergestützter Mikrodissektionssysteme: Leica Microsystems und MMI. Die zuvor ebenfalls bedeutenden Anbieter Zeiss und Arcturus haben ihre entsprechenden Systeme eingestellt.

### Laser Microbeam Microdissection (LMD-System,Leica Microsystems)
Bei Verwendung des LMD-Systems wird ein voll-automatisiertes, aufrechtes Mikroskop an einen Laser gekoppelt. Bei der Laser Microbeam Microdissection (LMD-System) lassen sich aus einem Gewebeschnitt mithilfe eines gepulsten UV-Lasers ausgewählte Areale bis hin zu Einzelzellen oder Chromosomen berührungsfrei ausschneiden. Das Ausschneiden kann hier konsekutiv (erst einzeichnen, dann den Laser entlang der Linie schneiden lassen) oder in Echtzeit durch direktes Applizieren des Lasers erfolgen. Dabei wird ein fokussierter Laserstrahl entlang der Kontur selektierter Areale geführt. Speziell beim Leica LMD-System wird der Transport des Dissektats unabhängig von Form und Größe des Dissektats in einen Kollektor kontakt- und somit kontaminationsfrei durch Gravitation ermöglicht. Der Unterschied zu anderen Systemen besteht in einer telezentrischen, aktiven Bewegung des Laserstrahls entlang eines definierten Areals.
Als Objektträger können die unterschiedlichsten Consumables entsprechend der gewünschten Verwendung eingesetzt werden. Als Standard Consumables lassen sich Membrane-Glass-Slides, Membrane-Frame-Slides sowie DIRECTOR® Slides in Verbindung mit Standard-Caps bzw. Cap-Strips verwenden. Die Verwendung von normalen Glasobjektträgern ist ebenfalls möglich.

### Laser Pressure Catapult-Technologie (PALM-System,Zeiss)
Einen anderen Weg beschreitet die Laser Pressure Catapult-Technologie (LPC) des PALM Systems der Firma Zeiss. Der Laser ist hier in ein inverses Mikroskop integriert. Mittels fokussierten Laserstrahls werden markierte Probenareale ausgeschnitten. Das Zielmaterial wird zunächst eingezeichnet und der Tisch mit der Probe entsprechend bewegt. Somit wird die Probe zum Dissektieren entlang eines fixen Laserfokus geführt. Eine Auswahl von Einzelzellen bis zu komplexen Zellaggregaten sowie eine Isolation von Lebendzellen ist möglich. Anschließend wird die Probe mittels Laserimpuls entgegen der Schwerkraft in den adhäsiven Deckel eines Reaktionsgefäßes kontakt- und kontaminationsfrei katapultiert. Größere Dissektate, können mit Hilfe einer Pick-Up Methode direkt auf ein spezielles adhäsives Deckelchen übertragen werden.
Als Objektträger kommen Membrane-Glass-Slides, Membrane-Frame-Slides und DIRECTOR® Slides zum Einsatz. Der Einsatz von normalen Glasobjektträgern ist ebenfalls möglich. In speziellen „adhesive caps“ werden die dissektierten Areale aufgefangen.

### Laser Capture Mikrodissection
Die Technik wurde Mitte der 1990er Jahre an den National Institutes of Health von Michael R. Emmert-Buck und Mitarbeitern entwickelt. Bei der Laser Capture Microdissection (LCM) wird eine thermoplastische Membran, die mit einem Reaktionsgefäß verbunden sein kann, von einem Infrarot- oder Ultraviolett-Laser geschmolzen. Dabei verschmilzt die inerte Membran mit dem Gewebeausschnitt und kann im darauffolgenden Schritt entfernt werden. Dies ermöglicht die Gewinnung von spezifischen Zellpopulationen.

#### Arcturus-System
Dabei dient ein durchsichtiger Transfer-Film, der sich auf einem ebenfalls transparenten Cap befindet, als Träger für ausgewählte Zellen. Dieser Film hat sein Absorptionsmaximum nahe der Wellenlänge des IR-Lasers. Das mittels Laserimpuls geschmolzene Polymer dehnt sich in den Gewebeschnitt aus, füllt dort vorhandene Hohlräume, verfestigt sich wieder und verbindet sich mit dem Gewebe. Der Laserstrahl kann wiederholt über die gesamte Oberfläche des Caps geführt werden, wodurch diese Zielareale stark angereichert werden. Selektierte Zellen können auf diese Weise auf die Membran transferiert und vom Objektträger abgehoben werden. Verwenden lassen sich Membrane-Glass-Slides, Membrane-Frame-Slides sowie DIRECTOR-Slides, Glasobjektträger in Kombination mit sogenannten „Polymer-Caps“.
Bei diesem Verfahren besteht die zusätzliche Einsatzmöglichkeit eines UV-Lasers zum Schneiden. Derartiges Dissektieren erhöht die Präzision des Systems.

#### MMI-System
Die von der Molecular Machines and Industries GmbH (MMI) eingesetzte Lasermikrodissektions-Technologie, die für den Einsatz auf inversen Mikroskopen konzipiert ist, basiert auf einem UV-Laser. Die Probenpräparation erfolgt über ein sogenanntes Sandwich-Verfahren, in dem sich die Probe zwischen einer inerten Membrane Slide und einem Glass Slide befindet. Durch den UV-Laser wird das Zielareal präzise ausgeschnitten. Die isolierte Probe wird anschließend zusammen mit der Membran durch ein „adhesive Cap“, also einen adhäsiven Deckel des Reaktionsgefäßes, abgehoben. Da die Probe durch das "Sandwich" niemals in Kontakt mit dem „adhesive Cap“ ist, wird eine kontaminationsfreie Probengewinnung ermöglicht.
Das MMI-System unterstützt eine vollautomatisierte Probenisolation. Diese kann sowohl mit „adhesive Caps“ erfolgen als auch automatisiert in einer 96-Well-Platte. Die Technologie ist für Anwendungen in der Einzelzellanalyse geeignet. Mithilfe KI-gestützter Software ist es möglich, einzelne Zellen auf dem Präparat zu identifizieren und diese anschließend automatisiert per Lasermikrodissektion zu isolieren.
Vergleich zum System von Leica Microsystems
In einer vergleichenden Studie aus dem Jahr 2024 wurde die Collection-Effizienz des MMI-Systems mit der des gravitationsbasierten Systems von Leica Microsystems untersucht. Dabei konnte für das MMI-System eine Effizienz der Probengewinnung von 100 % nachgewiesen werden, während beim Leica-System häufiger Probenverluste beobachtet wurden. [16]